# Liste der Flüsse in Togo
Dies ist eine Liste der Flüsse in Togo. Togo ist grob in zwei Haupteinzugsgebiete aufgeteilt: Der Norden entwässert über den Oti (38 % der Landesfläche) in das Flusssystem des Volta. Der Süden entwässert direkt in den Golf von Guinea, etwa über den Zio und vor allem über den Mono.

## Volta

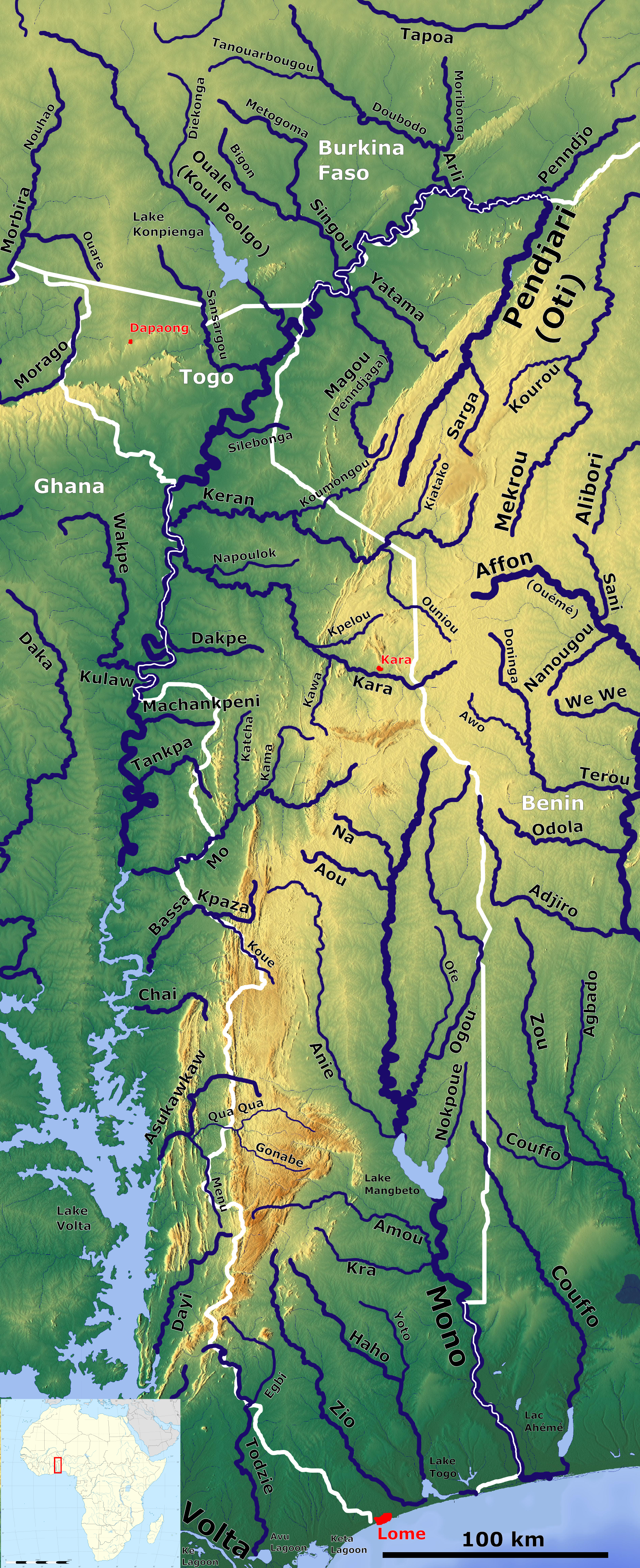
Togo mit dem Oti im Norden und dem Mono im Süden

### Oti(Pendjari)
- Oualé (Koul Peolgo)
- Sansargou
- Silebongo
- Kéran
  - Ouniou
  - Koumongou
- Kara
  - Kawa
  - Kpelou
  - Napoulok
- Dakpe
- Mô
  - Kama
  - Katcha

### Volta-Stausee
- Kpaza
  - Koue
- Asukawkaw
  - Qua Qua
    - Gonabe

  - Menu
- Dayi

### Todzie
- Egbi

### Weißer Volta(nicht in Togo)
- Morago

## Mono
- Na
- Aou
- Ogou
  - Ofe
- Anié
- Nokpoue
- Amou
- Kra

## Weitere
- Couffo
- Sio (Zio)
  - Haho
    - Yoto